# Хайндс, Эндрю
Эндрю Хайндс (англ. Andrew Hinds; род. 25 апреля 1984) — барбадосский легкоатлет, специалист по бегу на короткие дистанции. Выступал за сборную Барбадоса по лёгкой атлетике в 2003—2014 годах, бронзовый призёр Игр Центральной Америки и Карибского бассейна, участник летних Олимпийских игр в Пекине.

## Биография
Эндрю Хайндс родился 25 апреля 1984 года. Сын известного барбадосского спринтера Хадли Хайндса, участника Олимпийских игр в Мехико.
Занимался лёгкой атлетикой в Кингстоне в клубе MVP, проходил подготовку под руководством тренера Стивена Фрэнсиса.
Впервые заявил о себе на международном уровне в сезоне 2003 года, когда вошёл в состав барбадосской национальной сборной и выступил в беге на 100 метров на чемпионате Центральной Америки и Карибского бассейна в Сент-Джорджесе.
В 2004 году на молодёжном чемпионате NACAC в Шербруке стал седьмым в дисциплине 100 метров и выиграл серебряную медаль в эстафете 4 × 100 метров.
В 2006 году на Играх Центральной Америки и Карибского бассейна в Картахене взял бронзу в беге на 200 метров.
Благодаря череде удачных выступлений удостоился права защищать честь страны на летних Олимпийских играх 2008 года в Пекине — в программе бега на 100 метров с результатом 10,25 остановился на стадии четвертьфиналов.
После пекинской Олимпиады Хайндс остался действующим спортсменом и продолжил принимать участие в крупнейших международных стартах. Так, в июне 2009 года на соревнованиях в Бриджтауне он установил свои личные рекорды на дистанциях 100 и 200 метров — 10,03 и 20,38 соответственно. Помимо этого, в беге на 100 метров выиграл бронзовую медаль на чемпионате Центральной Америки и Карибского бассейна в Гаване, бежал 100 и 200 метров на чемпионате мира в Берлине.
В 2011 году в беге на 100 метров дошёл до полуфинала на чемпионате мира в Тэгу.
В 2013 году в 100-метровой дисциплине получил серебро на чемпионате Центральной Америки и Карибского бассейна в Морелии, участвовал в чемпионате мира в Москве.
Последний раз показывал сколько-нибудь значимые результаты на международной арене в сезоне 2014 года, когда бежал за Барбадос на чемпионате мира по легкоатлетическим эстафетам в Нассау.